# Sola (Anuel AA)
Sola è un singolo del rapper portoricano Anuel AA, pubblicato il 30 maggio 2017.

## Tracce
1. Sola – 3:29